# یاسمین آگیچ
یاسمین آگیچ (کرواتی: Jasmin Agić؛ زادهٔ ۲۶ دسامبر ۱۹۷۴) بازیکن فوتبال اهل کرواسی بود.
از باشگاه‌هایی که در آن بازی کرده‌است می‌توان به باشگاه فوتبال اینچئون یونایتد، باشگاه فوتبال دینامو زاگرب، و باشگاه فوتبال رییکا اشاره کرد.
وی همچنین در تیم ملی فوتبال کرواسی بازی کرده‌است.